# Parnassia guilinensis
Parnassia guilinensis är en benvedsväxtart som beskrevs av G. Z. Li och S. C. Tang. Parnassia guilinensis ingår i släktet Parnassia och familjen Celastraceae. Inga underarter finns listade.